# Acacia xanthina
Acacia xanthina är en ärtväxtart som beskrevs av George Bentham. Acacia xanthina ingår i släktet akacior, och familjen ärtväxter. Inga underarter finns listade i Catalogue of Life.